# 鬼怒楯岩大吊橋
鬼怒楯岩大吊橋（きぬたていわおおつりばし）は、栃木県日光市に架かる吊橋。

## 概要
2009年に完成。鬼怒川に架かる橋で、鬼怒川温泉街の南部と楯岩を結んでいる。通行無料の歩道専用吊橋となっており、車両の通行は不可。鬼怒川を女性、楯岩を男性に例え、男性と女性を結ぶ橋として「縁結びの橋」とも言われている。

## 周辺
鬼怒川温泉街にあることから、宿泊客を中心に観光客の利用が多い。
- 楯岩
- 楯岩鬼怒姫神社
- 国道121号

## アクセス
橋のすぐ傍に無料駐車場が設けられている。
- 自動車
  - 東武鬼怒川線鬼怒川温泉駅から5分[2]
- 公共交通機関
  - 東武鬼怒川線鬼怒川温泉駅から徒歩約10分[2]